# Пфлюгер, Эдуард Фридрих Вильгельм
Эдуард Фридрих Вильгельм Пфлю́гер (нем. Eduard Friedrich Wilhelm Pflüger; 7 июня 1829 — 16 марта 1910) — немецкий физиолог.
Иностранный член Лондонского королевского общества (1888), иностранный член-корреспондент Петербургской академии наук (1894).

## Биография
Пфлюгер начинал изучение политики в 1849 году в Гейдельберге, а в 1850 году сменил свой интерес на медицину, которую он изучал в Марбурге и Берлине, где получал учёную степень кандидата наук в 1853 году. В Берлине он работал ассистентом Эмиля Дюбуа-Реймона и защитил докторскую диссертацию по физиологии в 1858 году. Уже в 1859 году он стал ординарным профессором на новой кафедре физиологии в Боннском университете, в котором он затем был ректором с 1889 по 1890 год.
Пфлюгер основал в 1868 году журнал «Archiv für die gesammte Physiologie des Menschen und der Thiere» (ныне «Pflügers Archiv – European Journal of Physiology»).
В Бонне он был назначен тайным медицинским советником.
Пфлюгер занимался преимущественно физиологией нервной системы, дыхания, кровообращения и обмена веществ.
В 1878 году он перебрался в новый, только построенный физиологический институт в Поппельсдорфе.
С 1909 года — почётный гражданин города Бонна и кавалер ордена Pour le Mérite.

## Публикации
- Experimentalbeitrag zur Theorie der Hemmungsnerven. In: Archiv für Anatomie, Physiologie und wissenschaftliche Medicin. 1859, S. 13–29
- Ueber ein neues Reagens zur Darstellung des Axencylinders. In: Archiv für Anatomie, Physiologie und wissenschaftliche Medicin. 1859, S. 132
- Ueber die Ursache des Oeffnungstetanus. In: Archiv für Anatomie, Physiologie und wissenschaftliche Medicin. 1859, S. 133–148
- Ueber die Bewegungen der Ovarien. In: Archiv für Anatomie, Physiologie und wissenschaftliche Medicin. 1859, S. 30–32
- Bemerkungen zur Physiologie des centralen Nervensystems. In: Archiv für die gesammte Physiologie des Menschen und der Thiere. Band 15, 1877, S. 150–152
- Lehrbuch der Psychiatrie für Aerzte und Studirende. Urban & Schwarzenberg, Wien und Leipzig 1883
- Neurasthenie (Nervenschwäche), ihr Wesen, ihre Bedeutung und Behandlung vom anatomisch-physiologischen Standpunkte für Aerzte und Studirende. Urban & Schwarzenberg, Wien und Leipzig 1885